# Costantino Vigilante
Costantino Vigilante (Solofra, 4 ottobre 1685 – Napoli, 27 aprile 1754) è stato un vescovo cattolico italiano.
Vescovo di Caiazzo, confessore di re Carlo III di Borbone si distinse nel movimento rinnovatore della Napoli del Settecento, promuovendo una nuova forma di Concordato fra Stato e Chiesa Cattolica.

## Biografia
Nacque da Vito e Vittoria Ferrazzano a Solofra il 4 ottobre 1685 e fu battezzato ad Aterrana nella chiesa di Maria SS. di Montevergine. Si laureò a Napoli in utroque iure il 2 agosto 1708. Nel corso della sua carriera ecclesiastica ricoprì numerosi incarichi quali: vicario generale della diocesi di Ostuni, poi procuratore fiscale presso la Nunziatella, quindi canonico del capitolo metropolitano di Napoli di cui fu anche vicario generale su nomina del cardinale Giuseppe Spinelli, di cui fu stretto collaboratore. Dal 1722 al 1724 fu vicario generale della diocesi di Policastro e dal 1724 al 1726 arcidiacono del capitolo diocesano della medesima. Morì a Napoli il 27 aprile 1754.

## Genealogia episcopale
La genealogia episcopale è:
- Cardinale Scipione Rebiba
- Cardinale Giulio Antonio Santori
- Cardinale Girolamo Bernerio, O.P.
- Arcivescovo Galeazzo Sanvitale
- Cardinale Ludovico Ludovisi
- Cardinale Luigi Caetani
- Cardinale Ulderico Carpegna
- Cardinale Paluzzo Paluzzi Altieri degli Albertoni
- Papa Benedetto XIII
- Vescovo Costantino Vigilante